# Ucraina ai Giochi della XXXI Olimpiade
L'Ucraina ha partecipato ai Giochi della XXXI Olimpiade, che si sono svolti a Rio de Janeiro, Brasile, dal 5 al 21 agosto 2016.

## Atletica
L'Ucraina ha qualificato a Rio i seguenti atleti:
- 100m femminili - 1 atleta (Natalia Pohrebniak)
- 200m femminili - 1 atleta (Natalia Pohrebniak)
- 400m femminili - 1 atleta (Olha Zemlyak
- 20 km maschile - 3 atleti (Più di 3 atleti hanno raggiunto lo standard olimpico)
- 20 km femminili- 2 atleti (Lyudmila Olyanovs'ka e Nadiya Borovs'ka)
- 50 km maschile - 1 atleta (Olexiy Kazanin)
- 400m ostacoli femminili - 1 atleta (Anna Titimets)
- Maratona maschile - 3 atleti (Più di 3 atleti hanno raggiunto lo standard olimpico)
- Maratona femminile - 3 atleti (Più di 3 atleti hanno raggiunto lo standard olimpico)
- Lancio del martello femminile - 1 atleta (Iryna Novozhylova)
- Lancio del disco femminile - 1 atleta (Silke Spiegelburg

### Nuoto
Femminile
| Atleta          | Evento         | Batterie | Batterie   | Semifinali      | Semifinali      | Finale          | Finale          |
| Atleta          | Evento         | Tempo    | Classifica | Tempo           | Classifica      | Tempo           | Classifica      |
| --------------- | -------------- | -------- | ---------- | --------------- | --------------- | --------------- | --------------- |
| Darya Stepanyuk | 100 m farfalla | 1'00"88  | 33ª        | non qualificata | non qualificata | non qualificata | non qualificata |